# Atado a tu amor (canción de Chayanne)
«Atado a tu amor» es una balada interpretada por el cantante puertorriqueño Chayanne. Es el cuarto track del disco. Fue publicada el 17 de mayo de 1999 como cuarto sencillo de su noveno álbum de estudio, Atado a tu amor para Sony Music Latin.Esta canción llegó al #8 del Hot Lating Song de Billboard.

## Producción
La canción fue escrita y producida por el compositor colombiano Estéfano, (quien habrá de escribir para Chayanne otros éxitos como Yo te amo y Torero). Se grabó en 1998 en Altamar Music Studios, estudios musicales ubicados en Miami. Se utilizaron arreglos de cuerdas, guitarras acústicas y teclados, elementos característicos del pop latino de la época.

## Video
El videoclip de «Atado a tu amor» fue dirigido por Rocky Schenck, quien ha trabajado con artistas como Donna Sumer, Robert Plant y Marc Anthony entre otros, y filmado en locaciones de Miami, mostrando escenas románticas acordes a la temática de la canción.

## Chart
La canción ingresó al Hot Latin Song de Billboard el 14 de agosto de 1999 manteniéndose 39 semanas dentro de este chart. Llego a la posición #8 el 2 de octubre de 1999.